# Bucky Dent
Pour les articles homonymes, voir Dent (homonymie).
Russell Earl Dent, dit Bucky Dent, né le 25 novembre 1951 à Savannah, en Géorgie, est un ancien joueur et instructeur de baseball américain. Arrêt-court droitier, il a évolué dans les ligues majeures de baseball pour les White Sox de Chicago de 1973 à 1976, les Yankees de New York de 1977 à 1982, les Rangers du Texas de 1982 à 1983 et les Royals de Kansas City en 1984. Il a été instructeur des Yankees de New York de 1989 à 1990.
Bucky Dent est resté célèbre pour son coup de circuit de trois points lors du match de barrage de la saison 1978 de la division Est de la Ligue américaine, permettant à son équipe, les Yankees de New York, de prendre définitivement l'avantage sur les Red Sox de Boston, leur ouvrant la voie pour la Série mondiale de 1978.